# Modelo de crecimiento de Solow
Modelo de crecimiento de Solow o modelo de Solow-Swan, también conocido como el modelo exógeno de crecimiento o modelo de crecimiento neoclásico, es un modelo macroeconómico creado para explicar el crecimiento económico y las variables que inciden en este en el largo plazo. El modelo se remonta a los trabajos de Robert Solow y Trevor Swan en 1956.

## Explicación intuitiva
El modelo de Solow pretende explicar cómo crece la producción nacional de bienes y servicios mediante un modelo cuantitativo. En el modelo intervienen básicamente la producción nacional (Y), la tasa de ahorro (s) y la dotación de capital fijo (K). El modelo presupone que el Producto interno bruto (PIB) nacional es igual a la renta nacional (es decir, se supone una "economía cerrada" y que por tanto no existen importaciones ni exportaciones).
La producción, por otra parte, dependerá de la cantidad de mano de obra empleada (L) y la cantidad de capital fijo, (es decir, maquinaria, instalaciones y otros recursos usados en la producción) y la tecnología disponible (si la tecnología mejorara con la misma cantidad de trabajo y capital podría producirse más, aunque en el modelo se asume usualmente que el nivel de tecnología permanece constante). El modelo presupone que la manera de aumentar el PIB es mejorando la dotación de capital (K). Es decir, de lo producido en un año una parte es ahorrada e invertida en acumular más bienes de capital o stock de capital (instalaciones, maquinaria), por lo que al año siguiente se podrá producir una cantidad ligeramente mayor de bienes, ya que habrá más maquinaria disponible para la producción.
En este modelo el crecimiento económico se produce básicamente por la acumulación constante de capital, si cada año aumenta la maquinaria y las instalaciones disponibles (capital fijo) para producir se obtendrán producciones progresivamente mayores, cuyo efecto acumulado a largo plazo tendrá un notable aumento de la producción y, por tanto, un crecimiento económico notorio.
Entre las predicciones cualitativas del modelo está que el crecimiento basado puramente en la acumulación de capital, sin alterar la cantidad de mano de obra ni alterar la tasa de ahorro es progresivamente más pequeño, llegándose a un estado estacionario en que no se produce más crecimiento y las inversiones compensan exactamente la depreciación asociada al desgaste del capital fijo.

## Formulación matemática
El modelo busca encontrar las variables relevantes que ocasionan el crecimiento económico de un país (economía cerrada), en cuanto algunas ayudan a mejorar la situación solo en el corto plazo, y otras, que afectan a las tasas de crecimiento del largo plazo. Se toman todas las variables que el modelo considera como significativas en el proceso de crecimiento, como exógenas, pero muestra la incidencia de estas en el proceso de crecimiento.  El modelo utiliza la función de producción Cobb-Douglas en la siguiente forma (aunque se puede por supuesto plantear también referido a la Productividad Total de los Factores):

(1a){\displaystyle Y=K^{\alpha }(AL)^{1-\alpha }\,}

Definiendo las variables, tenemos que:
{\displaystyle K\,} = Capital total
{\displaystyle L\,} = fuerza laboral o trabajo total usado en la producción.
{\displaystyle A\,} = es una constante matemática que representa la tecnología asociada al factor trabajo.
{\displaystyle Y\,} = Producción total [medida por ejemplo en unidades monetarias].
{\displaystyle \alpha \,} = Fracción del producto producida por el capital, o coeficiente de los rendimientos marginales decrecientes.
Se sabe, por otro lado, que necesariamente {\displaystyle \scriptstyle 0<\alpha <1\,}, se puede probar que α coincide con la participación total del capital en la producción (de acuerdo con el análisis de la productividad total de los factores). Si alfa es α ~ 1, la producción se basará fundamentalmente en el capital disponible y será casi independiente de la mano de obra. Existen razones para suponer que para muchas situaciones reales la función de producción de Cobb-Douglas es una función creíble de producción que tiene retornos constantes a escala, y rendimientos marginales decrecientes al capital y al trabajo. Más adelante se verá que si se supone que la función de producción es de este tipo, existe la posibilidad de convergencia a un producto estacionario que deja de crecer mediante la tasa de ahorro.
Técnicamente la hipótesis de que la función de producción es la función de Cobb-Douglas no es fundamental para el modelo, porque bastaría que fuera una función monótona creciente en el capital y la cantidad de trabajo.
Para formular el modelo a partir de la función de Cobb-Douglas se definen por conveniencia:
- el producto per cápita efectivo y como la cantidad de producción por unidad de mano de obra y
- el stock de capital per cápita efectivo k como la cantidad de capital por unidad de mano de obra

Es decir, definimos las variables:

(2){\displaystyle y:={\frac {Y}{AL}},\qquad k:={\frac {K}{AL}}}

Como hemos supuesto que la función de producción es de tipo Cobb-Douglas se tiene la siguiente relación entre y y k:

(1b){\displaystyle y={\frac {K^{\alpha }(AL)^{1-\alpha }}{AL}}={\frac {K^{\alpha }}{(AL)^{\alpha }}}=k^{\alpha }=f(k)}

Asumiendo el producto per cápita efectivo y en la función anterior, tendremos que mientras menor sea α habrá un producto per cápita efectivo cada vez menor, es decir, la función toma la forma de una raíz, aunque la función es divergente al infinito si k tiende al infinito. La función anterior satsiface las condiciones de Inada, a saber:

{\displaystyle \lim _{k\to \infty }f'(k)=0,\qquad \lim _{k\to 0}f'(k)=\infty }

Estos límites son conocidos como las condiciones de Inada, y explican que la derivada de {\displaystyle \scriptstyle f(k)}, es decir, el producto marginal del capital es 0 cuando k es alto. Además explica que cuando k es demasiado bajo, el producto marginal es muy alto. Estas últimas condiciones, aunque bastante evidentes matemáticamente, posteriormente implicarán que países con una cantidad de capital baja crecerían a tasas altas, mientras que países con altas cantidades de capital crecerían a tasas más bajas, debido a los rendimientos marginales decrecientes de este.

### Ecuaciones relevantes del modelo de Solow
Existe una ecuación relevante del modelo de Solow, y es la ecuación de acumulación de capital.

(4){\displaystyle {\dot {K}}_{t}={\frac {\partial K_{t}}{\partial t}}=sY_{t}-K_{t}\delta \,}

Donde
{\displaystyle s\,} = Tasa de ahorro
{\displaystyle Y_{t}\,} = Producto de la economía en el período t
{\displaystyle \delta \,} = tasa de depreciación del capital existente.
{\displaystyle K_{t}\,} = Capital total en el período t
El término {\displaystyle sY\,} representa la inversión efectiva en capital que puede realizar la economía, que es el producto multiplicado por la tasa de ahorro (ya que el modelo presupone que todo el ahorro se invierte). El segundo término de la ecuación {\displaystyle \delta K\,} representa la inversión de reposición (o gastos de amortización) que representa cuanto capital ya no sirve o es inútil para la acumulación de capital. Para analizar más la inversión de reposición, es necesario determinar esta misma ecuación en términos per cápitas y efectivos.
Para calcular el incremento de stock de capital per cápita, derivando, usando la regla de la cadena y substiyendo el la ecuación resultante el resultado (4) se tiene:

(5){\displaystyle {\dot {k}}={\frac {\partial }{\partial t}}\left({\frac {K}{AL}}\right)={\frac {{\dot {K}}_{t}}{A_{t}L_{t}}}-{\frac {K_{t}}{A_{t}L_{t}^{2}}}{\dot {L}}_{t}-{\frac {K_{t}}{A_{t}^{2}L_{t}}}{\dot {A}}_{t}={\frac {sY}{AL}}-{\frac {K}{AL}}\left(\delta +{\frac {\dot {A}}{A}}+{\frac {\dot {L}}{L}}\right)=sy-(\delta +g+n)k}

Donde:
{\displaystyle n:=\Delta L/L\,}
{\displaystyle g:=\Delta A/A\,}
Esta última ecuación tiene el mismo aspecto que (4), pero en términos per cápita, con una inversión de reposición igual a {\displaystyle \scriptstyle (\delta +n)k}, que muestra la cantidad de inversión necesaria para mantener el capital constante. Aumentos de depreciación, tendrían efectos de disminución de la acumulación de capital, y por lo tanto, un menor [estado estacionario] del capital. Aumentos en la tasa de crecimiento de la población, causarían un aumento menor o disminución de la acumulación de capital per cápita efectivo.
Es necesario que la inversión efectiva pueda sostener los movimientos o la depreciación misma, así como el crecimiento de la población y la nueva tecnología que necesitan inversión física para producirla. Si tenemos altas tasas de crecimiento de la población, es difícil que el capital per cápita efectivo crezca, ya que habrá menor maquinaria para repartir entre los nuevos individuos potencialmente productivos que entran al mercado. Así también, aumentos de la tasa de tecnología necesitan producir nueva maquinaria, por lo que es necesario que haya inversión efectiva para sostener aumentos de la tecnología.

### Equilibrio del estado estacionario

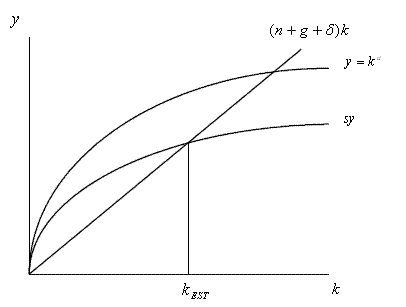
Diagrama del modelo de crecimiento de Solow.

El equilibrio estacionario es la condición del modelo en que finaliza el aumento del capital reflejado en la ecuación de acumulación de capital per cápita, que termina con un capital fijo sin variaciones adicionales.

{\displaystyle {\begin{cases}{\dot {k}}=0\\sy=(n+g+\delta )k\\y=f(k)\end{cases}}}

Como se supone que la función {\displaystyle \scriptstyle f(\cdot )} el sistema anterior tendrá una solución única {\displaystyle \scriptstyle (y^{*},k^{*})} y los niveles de renta per cápita efectiva, capital per cápita efectivo, tasa de ahorro, tasa de cambio tecnológico y su tasa de depreciación determinan el llamado estado de equilibrio o estado estacionario del modelo de Solow.
El equilibrio en el modelo de Solow es la senda de la convergencia de los países: una economía, mediante la propiedad de rendimientos marginales decrecientes, tiende a decrecer su producción marginal; o dicho en otros términos, la producción total cada vez crece menos. Por lo que {\displaystyle \scriptstyle sy} tiende también a crecer menos, lo que eventualmente hace que se iguale a {\displaystyle \scriptstyle (n+g+\delta )k}. Esta condición mantiene el stock de capital per cápita efectivo constante, sin variaciones. Sin embargo, en estado estacionario, es posible afirmar que el producto per cápita crece a la tasa de crecimiento de la tecnología, y el producto total crece a la tasa de crecimiento de la población y de la tecnología. El aporte de estas variables exógenas logran explicar el crecimiento en el largo plazo, es decir, cuando la economía alcanza su capital estacionario.
Este es el gráfico principal del modelo de Solow, y muestra que en el equilibrio de largo plazo, {\displaystyle \scriptstyle sy=(n+g+\delta )k\,}. La razón de la convergencia es que y es igual a {\displaystyle \scriptstyle f(k)}, la función del producto per cápita tiene rendimientos decrecientes, así también, la función de inversión efectiva {\displaystyle sy\,}. De esta forma, los rendimientos decrecientes del capital per cápita hacen que haya una convergencia entre la inversión de reposición y la inversión efectiva. En el gráfico, k "EST" representa el estado de capital estacionario y, por lo tanto, el estado de producto estacionario.

#### Aumentos en la tasa de ahorro
Un aumento en la tasa de ahorro haría que {\displaystyle sy\,} aumente, por lo que aumenta el capital de estado estacionario. El efecto de la tasa de ahorro tiene un efecto de crecimiento más rápido en el corto plazo, pero en el largo plazo el efecto es nulo. Básicamente, la tasa de ahorro tiene efectos en el nivel de producto, no así los efectos de la tasa del aumento de la tecnología, que son efectos de crecimientos en el largo plazo.

#### Condiciones del producto en estado estacionario
Teniendo la igualdad {\displaystyle sy=(n+g+\delta )k\,}, podemos reemplazar el capital, obteniendo así el capital de estado estacionario.

{\displaystyle {\frac {K^{*}}{L}}=A\left({\frac {s}{\delta +g+n}}\right)^{\frac {1}{1-\alpha }}}.

Además, utilizando {\displaystyle y=k^{\alpha }\,}, obtenemos:

{\displaystyle {\frac {Y^{*}}{L}}=A\left({\frac {s}{\delta +g+n}}\right)^{\frac {\alpha }{1-\alpha }}}.

En estado estacionario, es posible determinar las siguientes conclusiones:
- Aumentos del nivel de tecnología producirían un mayor producto per cápita estacionario. Así también, mayor fuerza de trabajo incidiría positivamente en el producto estacionario. Inversamente, aumentos de la tasa de crecimiento de la población, y altas depreciaciones, tendrían como resultado bajos productos per cápita efectivos estacionarios.
- En estado estacionario, dado que {\displaystyle \Delta k=0\,}, la tasa de crecimiento del producto total es igual a {\displaystyle n+g} y la tasa de crecimiento del producto per cápita es igual a {\displaystyle g}. El producto per cápita en estado estacionario crecería solo a la tasa de crecimiento de la tecnología.

#### La regla de oro
La regla de oro consiste en un capital óptimo que maximiza el consumo per cápita. Si asumimos que la utilidad depende del consumo, el capital de estado estacionario no es sinónimo de maximización, ya que con un capital óptimo se puede hacer el consumo máximo. Al respecto, es visible que:

{\displaystyle {\begin{aligned}&s{\dot {y}}=k(n+g+\delta )\\&c=y-sy;sy=k(n+g+\delta )\\&c=f(k)-k(n+g+\delta )\\\end{aligned}}}

Esta última ecuación representa el consumo en estado estacionario, es decir, en el largo plazo. Necesariamente, para encontrar un capital que maximice el consumo, debemos derivar esta ecuación con respecto al capital.

{\displaystyle c=f(k)-k(n+g+\delta )}

Derivando el consumo respecto al capital, se tiene:

{\displaystyle {\frac {dc}{dk}}={\frac {df(k)}{dk}}-(n+g+\delta )}

Igualando a cero, se tiene:

{\displaystyle {\frac {df(k)}{dk}}=(n+g+\delta )={\rm {p.m.c.}}(k)}

Esto nos dice, que el producto marginal del capital, o la última unidad de capital generada debe ser igual a la tasa de crecimiento de la población, la tasa de depreciación y de tecnología para que el consumo sea máximo. Desde el punto de vista algebraico, se tiene que el capital de la regla de oro es el siguiente:

{\displaystyle {\begin{aligned}&\alpha k^{\alpha -1}=(n+g+\delta )\\&k^{\alpha -1}={\frac {(n+g+\delta )}{\alpha }}\\&k^{1-\alpha }={\frac {\alpha }{n+g+\delta }}\\&k_{RO}=\left({\frac {\alpha }{n+g+\delta }}\right)^{\frac {1}{1-\alpha }}\\\end{aligned}}}

Nótese la similitud con el capital estacionario. Se puede inferir, que la tasa de ahorro que maximiza el consumo es la siguiente:

{\displaystyle {\begin{aligned}&k_{RO}=k_{EST}=\left({\frac {\alpha }{n+g+\delta }}\right)^{\frac {1}{1-\alpha }}=\left({\frac {s}{n+g+\delta }}\right)^{\frac {1}{1-\alpha }}\\&s=\alpha \\\end{aligned}}}

Por lo tanto, necesariamente la condición para que el capital estacionario sea igual al capital de la regla de oro y se maximice el consumo es que la tasa de ahorro debe ser igual a la fracción del producto producida por el capital, es decir {\displaystyle \scriptstyle \alpha }.

## Evidencia empírica
Mankiw, Romer y Weil (1992) basándose en el modelo de Solow examinaron las diferencias internacionales de renta per cápita suponiendo que éstas son una función de la tasa de ahorro, la tasa de crecimiento de la población y los niveles iniciales de productividad del trabajo. Bajo esos supuestos el 60 % de las diferencias de renta en 1985 en una muestra de noventa y ocho países parecían ser explicables. Sin embargo, cuando calcularon la contribución implícita del capital en la renta nacional a partir del modelo, resultaron ser casi el doble que las estimaciones directas. Esto suponía una dificultad al modelo de Solow como modelo explicativo.
Para resolver esta discrepancia construyeron un modelo modificado, que contemplara la acumulación de capital humano. Con ese nuevo modelo podían explicar alrededor del 80 % de la variación observada, y una contribución del capital físico cercana al 30 % en acuerdo con la cantidad estimada directa. Así que concluyeron que si bien el modelo de Solow no explicaba suficientemente bien los datos una modificación al modelo sí parecía dar cuenta de los datos. Sin embargo, Grossman y Helpman (1994) observan que la productividad total de los factores (PTF) tiene un papel importante. Dado que los incrementos de PTF estimulan la inversión pudiera ser que desde un punto de vista causal no sea la acumulación de capital la causa original del crecimiento sino otros factores que hacen aumentar la PTF.